# Шише (Де Севр)
Шише (фр. Chiché) насеље је и општина у западној Француској у региону Поату-Шарант, у департману Де Севр која припада префектури Бресир.
По подацима из 2011. године у општини је живело 1642 становника, а густина насељености је износила 34,94 становника/km². Општина се простире на површини од 46,99 km². Налази се на средњој надморској висини од 208 метара (максималној 217 m, а минималној 105 m).

## Демографија
| 1962. | 1968. | 1975. | 1982. | 1990. | 1999. | 2011. |
| ----- | ----- | ----- | ----- | ----- | ----- | ----- |
| 1.289 | 1.310 | 1.284 | 1.276 | 1.311 | 1.343 | 1.642 |

График промене броја становника у току последњих година